# Cerastium svanicum
Cerastium svanicum är en nejlikväxtart som beskrevs av Charadze. Cerastium svanicum ingår i släktet arvar, och familjen nejlikväxter. Inga underarter finns listade i Catalogue of Life.